# Selección de baloncesto de Estados Unidos
La selección de baloncesto de Estados Unidos es el equipo formado por jugadores de nacionalidad estadounidense que representa a USA Basketball en las competiciones internacionales organizadas por la Federación Internacional de Baloncesto (FIBA) o el Comité Olímpico Internacional (COI): los Juegos Olímpicos, la Copa Mundial de Baloncesto y el Campeonato FIBA Américas.
Es la selección nacional más laureada de este deporte a nivel mundial, ganando medallas en todas sus veinte participaciones olímpicas, incluyendo un total de diecisiete oros olímpicos. En la era profesional, el equipo se consagró campeón olímpico en 1992, 1996, 2000, 2008, 2012, 2016, 2020 y 2024 de sus equipos campeones olímpicos han sido reconocidos en el Salón de la Fama del Baloncesto: el de 1960, que contó con seis miembros del Salón de la Fama (4 jugadores, 2 entrenadores), y el de 1992, con 14 miembros del Salón de la Fama (11 jugadores, 3 entrenadores). En cuanto al campeonato del mundo, Estados Unidos es el máximo ganador del certamen con cinco conquistas (1954, 1986, 1994, 2010 y 2014), siendo una de las tres selecciones que lograron coronarse campeón mundial dos veces consecutivas. Además, es junto a Brasil las únicas dos selecciones que han participado en todas sus ediciones. El equipo ocupa actualmente el primer lugar en el Ranking Mundial FIBA.
Tradicionalmente compuesto por jugadores amateurs, Estados Unidos dominó las primeras décadas del baloncesto internacional, ganando un récord de siete medallas de oro olímpicas consecutivas. Sin embargo, a fines de la década de 1980, el elenco estadounidense ya no era competitivo contra los jugadores profesionales experimentados de los seleccionados de Yugoslavia y la Unión Soviética, quien venció al combinado estadounidense en las finales de los Juegos Olímpicos de Múnich 1972 (de forma polémica) y del Campeonato Mundial de 1982, ambas finales se definieron por una diferencia de 1 punto a favor de los soviéticos.
En 1989, la FIBA modificó sus reglas y permitió a USA Basketball poder alinear jugadores de la National Basketball Association (NBA). El primer equipo conformado de este tipo, conocido como «Dream Team», ganó la medalla de oro en los Juegos Olímpicos de Barcelona 1992, siendo ampliamente superior a todos sus rivales y mostrando un altísimo e implacable rendimiento. Con la introducción de los jugadores NBA, Estados Unidos inició un segundo período de dominio del baloncesto internacional, coronandose campeón mundial en 1994.
A inicios del nuevo siglo, y ya enfrentándose a una mayor competencia, Estados Unidos atravesó un periodo de sequía de triunfos. En el Campeonato Mundial de 2002, donde fue la selección anfitriona, llegó a perder hasta tres partidos durante el torneo y finalizó en un decepcionante sexto lugar. El equipo olímpico de 2004, diezmado por una serie de retiros, volvió a decepcionar y perdió tres de ocho partidos que disputó, lo que cortó la racha de oros olímpicos arrastrada desde 1992 y representó un registro de más derrotas en un solo año que las que los equipos olímpicos del país habían sufrido en todas las olimpiadas anteriores juntas. Estados Unidos obtuvo la medalla de bronce en 2004.
En vista de esto, USA Basketball decidió iniciar un proyecto a largo plazo destinado a crear equipos mejores y más cohesionados. Estados Unidos ganó sus primeros siete juegos en el Campeonato Mundial de 2006, llegando hasta semifinales. Sin embargo, en esta instancia perdió sorpresivamente con Grecia, finalizando entonces en el tercer lugar de la competición. Finalmente, dos años después, el equipo ganó de manera contundente y convincente el oro olímpico en los Juegos Olímpicos de Pekín 2008. A este éxito se le sumó el título luego de 16 años en el Campeonato Mundial de 2010, donde a pesar de no contar en su plantilla con jugadores del equipo olímpico de 2008, logró ganar todos sus partidos y la final al anfitrión Turquía.
Estados Unidos continuó con esta racha de dominio en los años 2010, manteniéndose invictos y de manera destacada. En 2012, ganó el oro olímpico en los Juegos Olímpicos de ese año ganando todos sus partidos y estableciendo un nuevo récord de triunfo más amplio —victoria 156-73 frente a Nigeria—. Por otra parte, en 2014, se consagró bicampeón mundial en España, convirtiéndose en la tercera selección en la historia que gana dos títulos mundiales en forma consecutiva. En 2016, habiendo ganado su medalla de oro número 15, Mike Krzyzewski se convirtió en el entrenador más laureado de la historia del baloncesto estadounidense, siendo los Juegos Olímpicos de ese año, su último torneo como entrenador.
Ya sin Krzyzewski, Estados Unidos sufrió su primera derrota en torneos oficiales FIBA luego de 59 juegos y tras 13 años al perder con Francia en los cuartos de final de la Copa Mundial de 2019, finalizando así en el séptimo lugar, lo que representó la peor actuación en la historia de Estados Unidos en un torneo mundial. El mismo combinado francés se iba a encargar de propinarle su primera derrota desde 2004 en los Juegos Olímpicos de Tokio 2020. Sin embargo, al final Estados Unidos logró vengarse de ambas derrotas, ganándole la final olímpica 87-82 y capturando así su cuarto oro consecutivo y el decimosexto en general.

## Historia

### 1936-1968
Los hombres estadounidenses dominaron desde el primer torneo olímpico de baloncesto, celebrado en Berlín en 1936, ganando 5-0 para ganar el oro, y se unieron a sus vecinos continentales Canadá y México en la plataforma de medallas. Durante los siguientes seis torneos, Estados Unidos se mantuvo invicto, consiguiendo oro sin perder ni un solo encuentro en los juegos celebrados en Londres, Helsinki, Melbourne, Roma, Tokio y Ciudad de México. La participación en estos torneos se limitó a aficionados, pero los equipos estadounidenses durante este período contaron con jugadores que luego se convertirían en superestrellas del baloncesto profesional, incluidos los grandes de todos los tiempos Bill Russell, Oscar Robertson, Jerry West y Jerry Lucas; los tres últimos compitieron en el equipo de Roma de 1960, a menudo acreditado como el mejor plantel estadounidense hasta la formación del Dream Team de 1992.
Alex Groza y Ralph Beard, ambos brevemente estrellas de la NBA, formaron parte del equipo de 1948 como Kentucky Wildcats, con tres veces Oklahoma State All-American y seis veces AAU All-American, y el miembro del Salón de la Fama Bob Kurland a la cabeza. El equipo de 1952 incluía al gran hombre Clyde Lovellette de la Universidad de Kansas, futuro miembro del Salón de la Fama y estrella de la NBA. Kurland una vez más llevó al equipo a la victoria.
El equipo de 1956 estaba dirigido por los compañeros de equipo de los San Francisco Dons, Bill Russell y K.C. Jones, y derrotó a sus oponentes por un margen promedio insuperable de 53,5 puntos por partido.
El equipo de 1960 incluía nueve futuros jugadores de la NBA, incluidos cuatro Novatos del Año de la NBA consecutivos; Robertson (Novato del año de la NBA en 1961), Lucas (Novato del año de la NBA en 1964), Terry Dischinger (Novato del año de la NBA en 1963) y Walt Bellamy (Novato del año de la NBA en 1962), pero también el miembro del Salón de la Fama Jerry West y All-Star de la NBA, Darrall Imhoff (All Star de la NBA de 1967), Bob Boozer (All Star de la NBA de 1968), Adrian Smith (MVP del All Star de la NBA de 1966) y Jay Arnette. Derrotaron a sus oponentes por un margen promedio de 42,4 puntos por partido.

### 1972-1988
El partido por la medalla de oro del baloncesto masculino olímpico de 1972, que marcó la primera derrota de Estados Unidos en un juego olímpico, es posiblemente el más controvertido en la historia olímpica. Estados Unidos llevó sus siete medallas de oro consecutivas y su récord olímpico de 63-0 a Múnich para los Juegos Olímpicos de 1972. El equipo ganó sus primeros ocho juegos de manera convincente, preparando una final contra la Unión Soviética, con una ventaja de 6-0 sobre los soviéticos en el juego olímpico.
Cuando quedaban tres segundos en el juego por la medalla de oro, el alero estadounidense Doug Collins anotó dos tiros libres después de ser golpeado con fuerza por un jugador soviético para poner a los estadounidenses arriba 50-49. Inmediatamente después de los tiros libres de Collins, los soviéticos entraron el balón y no lograron anotar. Los entrenadores soviéticos afirmaron que habían pedido un tiempo muerto antes de los tiros libres de Collins. Los árbitros ordenaron que el cronómetro se pusiera a tres segundos y se repitieran los últimos segundos del partido. La bocina sonó mientras el jugador entrante lanzaba un pase soviético a lo largo de la cancha, el pase falló y los jugadores estadounidenses comenzaron a celebrar.
Sin embargo, los últimos tres segundos se repitieron por tercera vez. Esta vez, Aleksandr Belov de los soviéticos y Kevin Joyce y Jim Forbes de los Estados Unidos se lanzaron a por el pase, y Belov atrapó el pase largo de Ivan Edeshko cerca de la canasta estadounidense. Belov luego colocó el balón para los puntos ganadores cuando sonó el timbre. Los jugadores estadounidenses votaron unánimemente para rechazar sus medallas de plata, y al menos un miembro del equipo, Kenny Davis, habría ordenado en su testamento que sus herederos nunca acepten las medallas, ni siquiera de forma póstuma. Más tarde se reveló que los funcionarios del juego podrían haber sido sobornados por el Partido Comunista.
Después de la controvertida derrota en Múnich, en 1976 Dean Smith llevó a los Estados Unidos con un récord de 7-0 a su octava medalla de oro olímpica en Montreal. El éxito en este torneo elevó el récord olímpico de todos los tiempos de Estados Unidos a un impresionante 78-1. 
La invasión soviética de Afganistán llevó a Estados Unidos y otros 66 países a boicotear los Juegos Olímpicos de 1980, celebrados en Moscú. El equipo estadounidense de 1980, que contaba con varios futuros jugadores de la NBA, fue el equipo nacional estadounidense más joven jamás reunido. Este equipo contó con: Mark Aguirre, Rolando Blackman, Sam Bowie, Michael Brooks, Bill Hanzlik, Alton Lister, Rodney McCray, Isiah Thomas, Darnell Valentine, Danny Vranes, Buck Williams y Al Wood. Al no poder competir en los Juegos Olímpicos debido al boicot, participó en la "Serie de la Medalla de Oro", una serie de juegos contra equipos de estrellas de la NBA en varias ciudades de Estados Unidos, registrando un récord de 5-1. Fue entrenado por Dave Gavitt. 
Michael Jordan, Patrick Ewing y Chris Mullin, futuros miembros del Dream Team de 1992, hicieron su debut olímpico en 1984. Jordan lideró al equipo con 17,1 puntos por partido, y Bob Knight dirigió al equipo hasta conseguir un récord de 8-0 y otro oro olímpico récord. 
En los Juegos Panamericanos de 1987, celebrados en Indianápolis, la selección de baloncesto de Estados Unidos fue derrotada en el partido final por Brasil. Oscar Schmidt llevó a sus compañeros a un logro: después de un marcador de 54:68 en el medio tiempo, Brasil venció a Estados Unidos 120 a 115. La línea de tres puntos, introducida por la FIBA sólo 3 años antes, se había vuelto tácticamente relevante. Aunque no fue una competencia importante, Indianápolis 87' trajo algunos hechos importantes: por primera vez en la historia del baloncesto, Estados Unidos fue derrotado en casa; por primera vez, en una final; por primera vez, por un equipo que anotó más de 100 puntos. Esta derrota traería pronto cambios al deporte.
El equipo estadounidense de 1988 tenía una plantilla de universitarios de entre 20 y 23 años que incluía a las futuras estrellas de la NBA David Robinson, Danny Manning y Mitch Richmond. El equipo se quedó corto y ganó la medalla de bronce. El equipo estadounidense perdió ante la Unión Soviética, ganadora de la medalla de oro, en las semifinales, pero luego se reagrupó y venció a Australia 78-49 en el juego por la medalla de bronce. Dan Majerle lideró al equipo en anotaciones, con un promedio de 14,1 puntos por partido. Esta fue la última vez que el equipo olímpico estadounidense estuvo formado por jugadores universitarios aficionados. 

### 1992-2000
La década comenzó con una derrota en semifinales ante Yugoslavia en el Campeonato Mundial FIBA de 1990, seguida de otra derrota en semifinales ante Puerto Rico en los Juegos Panamericanos de 1991 en La Habana. El campeonato de 1990 marcó la última vez que Estados Unidos estuvo representado por jugadores universitarios en un torneo internacional importante (Campeonato Mundial y Juegos Olímpicos).
El uso de "shamateurs" durante décadas por parte de la Unión Soviética, Yugoslavia y otros equipos internacionales llevó a la FIBA a modificar sus reglas y permitir jugadores de la NBA en los Juegos Olímpicos de 1992 y más allá. El equipo reunido por USA Basketball para el torneo de Barcelona en 1992 fue una de las colecciones de talentos más ilustres reunidas en la historia del deporte internacional. De los doce jugadores del equipo, diez fueron nombrados en 1996 entre los 50 mejores jugadores de la historia de la NBA, la lista oficial de la NBA de los 50 mejores jugadores de los primeros 50 años de la liga. Magic Johnson y Larry Bird fueron co-capitanes.

#### Selección de 1992 -Dream Team I
En los Juegos Olímpicos de 1992 disputados en Barcelona, gracias a las nuevas reglas que permitían a los atletas profesionales competir en unos Juegos Olímpicos, Estados Unidos pudo por primera vez llevar jugadores de la NBA. El equipo llevado estaba compuesto por el entrenador Chuck Daly y por los jugadores Charles Barkley, Larry Bird, Clyde Drexler, Patrick Ewing, Michael Jordan, Karl Malone, Chris Mullin, Scottie Pippen, David Robinson, John Stockton, un retirado Magic Johnson y el universitario Christian Laettner en una decisión muy discutida, ya que muchos pensaban que sería mejor llevar al número uno de draft Shaquille O'Neal. El equipo fue apodado rápidamente con el nombre de Dream Team, que en español se traduciría como "equipo de ensueño".
Debido a esta alineación de estrellas, los juegos del equipo generalmente presentaban equipos contrarios que pedían fotos y autógrafos antes del juego con sus oponentes estadounidenses. El equipo estadounidense fue mucho mejor que la competencia que el entrenador en jefe Chuck Daly no pidió ni un solo tiempo muerto durante el torneo.
En el preolímpico jugado en Portland, el Dream Team arrasó a todos sus rivales, ganando todos los partidos por más de 40 puntos de diferencia, excepto uno (38 puntos) contra Puerto Rico, superando en todos ellos los 100 puntos y con una media de 51,5 puntos de diferencia por partido.
En Barcelona el equipo no fue a menos, ganando por un promedio de 43,8 puntos (el segundo mayor puntaje, detrás del equipo estadounidense de 1956) derrotando a todos sus rivales en la primera ronda: Angola (116-48), Croacia (103-70), Alemania (111-68) y Brasil (127-83). Posteriormente ganó a España por 122-81, Puerto Rico por 115-77 y Lituania en las semifinales por 127-76. En la final se enfrentaron por segunda vez contra Croacia liderada por Dražen Petrović, Toni Kukoč y Dino Rađa, pero pese a los 24 puntos de Petrović el Dream Team volvió a ganar cómodamente por 117-85 siendo Jordan el máximo anotador en ese partido de los campeones con 22 puntos. Además, Michael Jordan y Scottie Pippen se convirtieron en los primeros jugadores en ganar el campeonato de la NBA y la medalla de oro olímpica en el mismo año, después de haber jugado para los Chicago Bulls.
El primer Dream Team acabó los Juegos Olímpicos con una media de 117,3 puntos, 43,8 de diferencia y 57,8% de acierto. Barkley fue el mejor jugador del equipo con 18 puntos de media, 71,1% de tiro (59 de 83) y 87,5% en triples (7 de 8) liderando en todos estos aspectos al equipo.
En cuanto a las pruebas antidopaje de los atletas, Craig Miller, portavoz de la federación estadounidense, ha dicho; "Desde 1990, todos nuestros equipos han sido sometidos a pruebas en competición. Creo que desde alrededor de 1988 también hemos estado sujetos a pruebas fuera de competición. Cumplimos al 100 por ciento totalmente las normas de USADA y WADA".

#### Selección de 1994 - Dream Team II
El siguiente torneo al que hizo frente una selección estadounidense formada por jugadores NBA fue el Campeonato Mundial de 1994. Si bien el equipo recibió el apodo de "Dream Team II" nombre por nombre distaba mucho del equipo que maravilló dos años antes. Ninguno de esos jugadores repitió convocatoria y el único jugador con experiencia olímpica fue Dan Majerle, bronce en los Juegos Olímpicos de 1988. A Majerle le acompañaron Reggie Miller, Mark Price, Dominique Wilkins, Kevin Johnson, Shaquille O'Neal, Derrick Coleman, Alonzo Mourning, Joe Dumars, Larry Johnson, Shawn Kemp y Steve Smith. El encargado de dirigir el equipo fue el entrenador de los Golden State Warriors, Don Nelson.
A pesar de la falta de un buen número de superestrellas el equipo rindió perfectamente ganando todos sus partidos con autoridad y por más de 15 puntos en todos ellos. Tras pasar las dos primeras rondas se impusieron en semifinales a Grecia por 97-58 (único partido donde no superaron los 100 puntos) y en la final a Rusia por 137 a 91. El mejor jugador del Mundial según la FIBA fue Shaquille O'Neal que terminó con 18 puntos 8,5 rebotes y 71,3% de acierto (el mejor tirador del torneo). En el mejor quinteto le acompañaron sus compatriotas Miller y Kemp además del ruso Serguéi Bazarévich y el croata Dino Rađa.

#### Selección de 1996 - Dream Team III
Para los Juegos Olímpicos de 1996 celebrados en su propio territorio, concretamente en Atlanta, la selección estadounidense volvió a formar otro "Dream Team" con algunos jugadores del primero como Charles Barkley, Karl Malone, Scottie Pippen, David Robinson y John Stockton, otros que disputaron el anterior Mundial como Shaquille O'Neal y Reggie Miller, Mitch Richmond, participante de los Juegos de Seúl y otros nuevos como Grant Hill, Anfernee Hardaway, Gary Payton y el nacionalizado Hakeem Olajuwon además de otro entrenador de fama contrastada como era Lenny Wilkens.
La selección volvió a arrasar a todos sus rivales imponiéndose a Argentina (96-68), Angola (87-54), Lituania (104-82), Croacia (102-71) y China (133-70) en la primera fase, Brasil (98-75) en cuartos, Australia (101-73) en semifinales y Yugoslavia (95-69) en la final con Robinson, Miller y Hardaway como máximos anotadores.
Dado que Atlanta es la sede de los Hawks, estos juegos fueron los primeros Juegos Olímpicos que tuvieron lugar en una ciudad con un equipo de la NBA desde que la liga comenzó a permitir que sus jugadores compitieran en los Juegos Olímpicos. Al equipo se le conocía comúnmente como el "Dream Team III".

#### Selección de 1998 - (Dirty Dozen)
El Campeonato Mundial de 1998 en Atenas, Grecia, fue diferente a los equipos anteriores, ya que ninguno de sus jugadores era miembro actual de equipos de la NBA. Debido a una disputa laboral que condujo a un cierre patronal, a ningún jugador activo de la NBA se le permitió competir en el torneo. Los 12 jugadores de la NBA elegidos antes del cierre patronal fueron Tim Duncan, Tim Hardaway, Vin Baker, Gary Payton, Terrell Brandon, Kevin Garnett, Tom Gugliotta, Grant Hill, Allan Houston, Christian Laettner, Glen Rice y Chris Webber.
El equipo de reemplazo estaba compuesto en gran parte por jugadores de universidades estadounidenses, la Continental Basketball Association de ligas menores o ligas profesionales europeas. El plantel poco conocido capturó una medalla de bronce, lo que se considera un logro sólido dada su falta de talento de primer nivel. El equipo fue apodado la "Docena Sucia" por su ética de trabajo y trabajo en equipo. El agente libre no reclutado Brad Miller se convirtió en dos veces All-Star de la NBA. Algunos de los otros miembros del equipo, incluidos Trajan Langdon, Kiwane Garris, David Wood y Michael Hawkins, tuvieron breves períodos en la NBA. Todos siguieron carreras en Europa, y Langdon fue incluido en el equipo de la década de 2000 de la Euroliga.
A finales de la década de 1990, el baloncesto internacional comenzó a atraer la atención a medida que más y más jugadores extranjeros se convertían en estrellas de la NBA. Por tanto, el equipo estadounidense de 2000 tenía la enorme tarea de demostrar que el baloncesto estadounidense podía seguir siendo el mejor del mundo. El nuevo equipo que se reunió nuevamente incluía jugadores de la NBA, pero esta vez pocos de ellos fueron considerados verdaderas superestrellas, ya que varios jugadores de élite optaron por no participar.

#### Selección de 2000
El equipo estadounidense participó en los Juegos Olímpicos de 2000 en Sídney, Australia y fue entrenado por Rudy Tomjanovich. Ganó sus dos primeros partidos por amplios márgenes, pero a partir de entonces se enfrentó a una competencia más difícil. En un partido preliminar contra Lituania, el equipo estadounidense ganó 85-76, lo que marcó la primera vez que un equipo de jugadores profesionales estadounidenses no logró ganar por dos dígitos. Dos juegos más tarde, en una victoria por 106–94 sobre Francia, Vince Carter realizó una de las volcadas más famosas en la historia del baloncesto, saltando sobre el pívot francés Frédéric Weis, de 2,18 m (7 pies 2 pulgadas), en su camino hacia la canasta. (Los medios franceses apodarían la hazaña de Carter le dunk de la mort, "la volcada de la muerte").
En las semifinales se produjo una sorpresa cuando Estados Unidos derrotó a Lituania por un ajustado marcador de 85–83. La estrella lituana (y futuro jugador de la NBA, primero con los Indiana Pacers y luego con los Golden State Warriors) Šarūnas Jasikevičius no logró acertar a tiempo un triple que podría ganar el partido.
Lo reñido del juego semifinal fue tan impactante que NBC tomó la inusual medida de transmitir el juego por la medalla de oro en vivo en lugar de hacerlo en diferido. (El juego comenzó alrededor de las 2 p. m., hora de Sídney, el domingo 1 de octubre, que es el sábado por la noche en los Estados Unidos. NBC originalmente planeó transmitir el juego casi 24 horas más tarde durante su transmisión del domingo en horario de máxima audiencia). Estados Unidos ganó la medalla de oro contra Francia en un partido cerrado, 85–75. Aunque Estados Unidos quedó invicto en su camino hacia la medalla de oro, el equipo comenzó a perder su aura de invencibilidad por primera vez.

### 2002-2004

#### Selección de 2002
El equipo de 2002 compitió en el Campeonato Mundial en Indianápolis, Indiana, Estados Unidos. Dirigido por George Karl, el equipo terminó sorprendentemente en un decepcionante sexto puesto en la competición. Durante el torneo, Argentina derrotó a Estados Unidos en la fase de grupos de la segunda ronda preliminar, convirtiéndose así en el primer equipo en derrotar a un equipo estadounidense compuesto por jugadores de la NBA. Yugoslavia eliminó a Estados Unidos en los cuartos de final, convirtiéndose en el primer equipo en derrotar al equipo estadounidense de jugadores de la NBA en la fase eliminatoria. Luego España repitió el resultado en el playoff por el 5.º puesto. En mayor medida que en 2000, varios de los mejores jugadores de la NBA se negaron a participar, lo que obligó a USA Basketball a recurrir a la selección de jugadores en su mayoría de segundo nivel. George Karl tuvo una disputa con Paul Pierce, una de las pocas superestrellas del equipo, lo que llevó a Karl a enviar a la banca a Pierce, el máximo anotador del equipo, en el último partido de Estados Unidos. El grupo ha sido considerado uno de los mayores fracasos del deporte, ya que no logró producir como lo habían hecho los equipos anteriores. Estados Unidos perdió 3 partidos en el torneo ante países con estrellas actuales o futuras de la NBA, como Argentina (dirigida por Manu Ginóbili), Yugoslavia (dirigida por Peja Stojaković y Vlade Divac) y España (dirigida por Pau Gasol).
Dos superestrellas de la NBA, Ray Allen y Jason Kidd, aceptaron roles para jugar en el equipo del Campeonato Mundial, pero no pudieron jugar en ese equipo debido a lesiones. Muchas otras superestrellas, entre ellas Kobe Bryant, Shaquille O'Neal y Kevin Garnett, rechazaron invitaciones para jugar en ese torneo.
El ajustado resultado de 2000 y los humillantes resultados de 2002 llevaron a varias superestrellas de la NBA a aceptar unirse al equipo para el Campeonato FIBA Américas 2003, denominado Dream Team IV, en el que el equipo estaba obligado a participar para clasificarse para los Juegos Olímpicos de 2004. El equipo logró fácilmente el primer puesto, lo que le valió un lugar en Atenas, Grecia, el verano siguiente.

#### Selección 2004 - Nightmare Team (Dream Team IV)
Sin embargo, el equipo dominante que compitió en 2003 no pudo mantenerse unido. Nueve de sus 12 jugadores optaron por no participar en Atenas. El nuevo equipo estaba formado por algunas estrellas jóvenes de la NBA al principio de sus carreras, como Dwyane Wade, LeBron James y Carmelo Anthony. Sólo Richard Jefferson, Tim Duncan y Allen Iverson formaron parte del equipo que ganó la medalla de oro en el FIBA Américas San Juan 2003. El equipo fue entrenado por Larry Brown.
Aunque se conoció como el Dream Team IV, muchos en los Estados Unidos, a forma de burla, le llaman "The Nightmare Team" (Equipo de Pesadilla). Y es que fue este el primer equipo de los Estados Unidos compuesto por jugadores profesionales en ser derrotado en unos Juegos Olímpicos (tres veces en los mismos juegos): ante las selecciones de Puerto Rico (92-73), Lituania (94-90) y en las semifinales ante Argentina (89-81), eventual campeona del torneo.
Después de luchas en varios partidos de exhibición, la vulnerabilidad del equipo de 2004 se confirmó cuando Puerto Rico los derrotó 92–73, en el primer partido del torneo olímpico en Atenas. La derrota por 19 puntos fue la más desigual para Estados Unidos en la historia de la competición internacional. Después del partido, Larry Brown hizo fuertes comentarios sobre su desempeño como entrenador: "Estoy humillado, no por la derrota –siempre puedo lidiar con victorias y derrotas– pero estoy decepcionado porque tenía un trabajo que hacer como entrenador. para que entendamos cómo se supone que debemos jugar y actuar como equipo, y no creo que lo hayamos hecho".
Después de ganar partidos reñidos contra Grecia y Australia, Estados Unidos cayó ante Lituania, quedando 2-2 en el torneo olímpico. Incluso después de una victoria por 89-53 sobre Angola, los estadounidenses ingresaron a las rondas eliminatorias en cuarto lugar debido al promedio de goles, el puesto más bajo de su grupo. Los estadounidenses se enfrentaron a la invicta España en su partido de cuartos de final, ganando 102–94.
Sin embargo, en el partido de semifinales el equipo fue derrotado por Argentina 89–81, poniendo fin al control de Estados Unidos sobre la medalla de oro. Estados Unidos se recuperó y capturó la medalla de bronce al derrotar a Lituania. Aun así, fue sólo la tercera vez que un equipo estadounidense no logró ganar el oro (excluyendo el boicot a los Juegos Olímpicos de Moscú de 1980), y la primera vez para un equipo estadounidense compuesto por jugadores de la NBA.
El equipo estuvo compuesto por los jugadores Tim Duncan, Allen Iverson, LeBron James, Richard Jefferson, Stephon Marbury, Shawn Marion, Amar'e Stoudemire, Carmelo Anthony, Carlos Boozer, Lamar Odom, Emeka Okafor y Dwyane Wade.

### 2006-2016

#### Selección de 2006
Tras las decepciones de 2002 y 2004, USA Basketball nombró a Jerry Colangelo como el único responsable de seleccionar el equipo. Colangelo dejó claro que pediría a los jugadores un compromiso de tres años: el Campeonato Mundial FIBA 2006 y los Juegos Olímpicos de 2008. En el Mundial de 2006, el equipo fue eliminado por Grecia en la semifinal, perdiendo el juego 101–95. El entrenador en jefe fue Mike Krzyzewski de la Universidad de Duke, con los asistentes Jim Boeheim, Mike D'Antoni y Nate McMillan. Mientras que algunos jugadores destacados, como Tim Duncan y Kevin Garnett, declararon que no planeaban jugar para el equipo, las superestrellas Dwyane Wade, Kobe Bryant y LeBron James anunciaron públicamente su compromiso para el Mundial de 2006 y los siguientes Juegos Olímpicos de 2008. Wade, James y Carmelo Anthony fueron nombrados capitanes del equipo del Campeonato Mundial de Estados Unidos de 2006.

#### Selección de 2008 - Redeem Team
Luego de la debacle del Dream Team IV, Estados Unidos se dio a la tarea de reclutar el mejor talento de jugadores disponibles para formar su Dream Team V quienes participarían en los Juegos Olímpicos de Pekín 2008. Compuesto por los jugadores Carmelo Anthony, Jason Kidd, Carlos Boozer, Chris Paul, Chris Bosh, Tayshaun Prince, Kobe Bryant, Michael Redd, Dwight Howard, Dwyane Wade, LeBron James y Deron Williams. El encargado de dirigir el equipo fue nuevamente Mike Krzyzewski.
La selección dominó el Grupo B en el juego de grupo, derrotando a China, Angola, Grecia, la campeona mundial España y Alemania por un promedio de 32,2 puntos. Después de terminar primeros en su grupo, Estados Unidos se ganó el derecho de jugar contra los finalistas del cuarto lugar en el Grupo A, Australia. Estados Unidos derrotó rotundamente a Australia 116–85 en los cuartos de final. El siguiente rival de los estadounidenses en las semifinales fue Argentina, medallista de oro olímpico de 2004, liderado por Manu Ginóbili, el equipo que los había vencido en las semifinales cuatro años antes. Sin embargo, Ginóbili se vio perjudicado por una lesión en el tobillo y sólo jugó minutos libres en la primera parte. Detrás de los 21 puntos de Carmelo Anthony, Estados Unidos derrotó a Argentina 101–81 para llegar al juego por la medalla de oro.
El 24 de agosto, Estados Unidos derrotó a España 118-107 para capturar la medalla de oro olímpica con la chispa electrizante del máximo anotador de Estados Unidos, Dwyane Wade, que sumó 27 puntos con cuatro tiros de tres puntos y un 100% de tiros dentro de la línea. La victoria puso fin a una sequía de ocho años en las principales competiciones internacionales (Juegos Olímpicos y Campeonatos del Mundo) con la primera victoria desde 2000.

#### Selección de 2010
Debido a que ganó el oro en los Juegos Olímpicos de 2008, Estados Unidos se clasificó automáticamente para el Campeonato Mundial. Estados Unidos no había ganado el Campeonato Mundial FIBA desde 1994. Inicialmente se creía que solo habría 2 o 3 lugares disponibles y la mayoría de los jugadores regresarían del equipo olímpico de 2008. Sin embargo, a principios de julio de 2010, los diez jugadores invitados se negaron a participar debido a lesiones, agencia libre, descanso o compromisos personales. Debido a que la lista estaba llena con 12 nuevos jugadores y la falta de estrellas, el equipo fue apodado el "Equipo B". Además, los entrenadores fueron criticados por seleccionar demasiados guardias y jugadores inexpertos, y no suficientes jugadores altos.
Sin embargo, el equipo ganó sus cinco juegos preliminares, cuatro de ellos por dos dígitos (la excepción fue la victoria contra Brasil por 2 puntos). El éxito continuó en la fase eliminatoria con victorias por 55, 10 y 15. En la final del Campeonato Mundial FIBA 2010, Estados Unidos venció a la nación anfitriona Turquía por 17 puntos y ganó la medalla de oro. El MVP del torneo, Kevin Durant, rompió varios récords de puntuación de Estados Unidos (la mayor cantidad de puntos en un torneo: 205, la mayor cantidad de puntos en un solo juego: 38 y el promedio de puntos por juego: 22,8). Además, Lamar Odom se convirtió en el primer jugador en ganar los campeonatos mundiales de la NBA y la FIBA en el mismo año.
El director ejecutivo de Estados Unidos, Jerry Colangelo, ha dicho que está abierto a que cualquiera del equipo de 2010 juegue en futuros torneos.

#### Selección 2012 - (Dream Team VI)
El equipo estadounidense consiguió un lugar en los Juegos Olímpicos de Londres 2012 al ganar el Campeonato Mundial de 2010. El equipo olímpico perdió a algunos jugadores por lesiones que podrían haber formado parte del equipo y parecía que le faltaban hombres grandes. Su plantilla incluía a cinco jugadores que regresaban del equipo olímpico de 2008 y otros cinco del equipo del Campeonato Mundial de 2010.
Estados Unidos reunió al Dream Team VI, que para algunos, rivalizaba con el Dream Team original de Barcelona 92. El equipo estaba compuesto por Kobe Bryant, Kevin Durant, LeBron James, Carmelo Anthony, Chris Paul, Kevin Love, Deron Williams, Tyson Chandler, Andre Iguodala, Russell Westbrook, James Harden y Anthony Davis. El entrenador fue el mismo que en Pekín 2008, Mike Krzyzewski.
Estados Unidos quedó invicto, pero en ocasiones pareció vulnerable al ganar cinco partidos de exhibición. Terminaron el torneo con un récord perfecto de 8-0, derrotando a sus oponentes por un promedio de 32 puntos y perdiendo en el último cuarto solo una vez. Los estadounidenses a menudo jugaban con una alineación pequeña que enfatizaba la velocidad, la rapidez y el tiro exterior. En la ronda preliminar, el equipo estableció un récord olímpico en un solo partido con 156 puntos anotados contra Nigeria, así como el de puntos en un solo cuarto (49 en el primero) y el de triples (29, de los cuales Carmelo Anthony anotó 10 para igualar el récord que poseía hasta la fecha el brasileño Oscar Schmidt).
Los norteamericanos demostraron su nivel ganando el oro olímpico por segunda vez consecutiva, venciendo a Australia en cuartos de final con un contundente 119-86, a la luchadora y veterana Argentina en semifinales por 109-83, y en una reñida final a España con un 107-100. Durant fue el máximo anotador con una media de 19,5 puntos por partido.
Estos fueron anunciados como los últimos Juegos Olímpicos para Kobe Bryant. Al ganar la medalla de oro, Estados Unidos se clasificó automáticamente para la Copa Mundial FIBA 2014.

#### Selección de 2014 - Dream Team VII
Estados Unidos se había clasificado automáticamente para la Copa del Mundo en virtud de la medalla de oro ganada por su equipo olímpico de 2012. Los estadounidenses eran considerados favoritos para ganar la Copa del Mundo. La plantilla se llenó con dos jugadores que regresaron del equipo olímpico de 2012, tres del equipo mundial de 2010, mientras que otros siete jugadores de la NBA hicieron su debut internacional sénior. La plantilla de 2014 contó con cuatro jugadores de 6 pies y 10 pulgadas (2,08 m) o más, la mayor cantidad de cualquier selección de Estados Unidos desde que Mike Krzyzewski comenzó a entrenar al equipo en 2006. El equipo también fue el equipo estadounidense más joven desde 1992, cuando se permitió por primera vez a los jugadores de la NBA; el jugador promedio del equipo tenía 24,08 años, aproximadamente medio año menos que su equipo de 2010.
El equipo avanzó a la fase eliminatoria después de comenzar el torneo 5-0 durante la fase de grupos. Quedaron invictos 9-0 en el torneo, ganando por un margen promedio de 33 puntos. Estados Unidos fue apenas el tercer país en la historia de la Copa Mundial en repetir como campeón. Combinado con su Campeonato Mundial de 2010 y el oro de sus equipos olímpicos de 2008 y 2012, también se convirtieron en el primer país en la historia del baloncesto FIBA en ganar cuatro títulos importantes consecutivos. Estados Unidos derrotó a Serbia en la final de la Copa del Mundo por 37 puntos y se aseguró un lugar para los Juegos Olímpicos de 2016.

#### Selección de 2016
Múltiples retiros (provocados en gran medida por una extraña lesión de Paul George en una pelea previa a la Copa del Mundo de 2014) dejaron al equipo estadounidense de 2016 con solo dos jugadores con experiencia olímpica previa (Durant y Anthony). Los estadounidenses parecían vulnerables en la ronda preliminar, derrotando por poco a Australia, Serbia y Francia por 16 puntos combinados. Sin embargo, el equipo cobró impulso en el partido de cuartos de final contra Argentina, ganando 105–78. Luego, el equipo estadounidense derrotó a España en las semifinales, preparando una revancha contra Serbia en el juego por la medalla de oro. Los estadounidenses demostraron su superioridad, derrotando fácilmente a su rival por 30 puntos. El equipo promedió 100,9 puntos (con un margen de victoria promedio de 22,5 puntos) por partido con Anthony (que ganó una tercera medalla de oro olímpica consecutiva récord) y Durant como máximos anotadores. Krzyzewski renunció como el entrenador más condecorado en la historia de USA Basketball, entrenando a tres equipos con medalla de oro olímpica y ganando dos Copas Mundiales FIBA.

### 2017-presente
En 2017, Estados Unidos ganaría un séptimo campeonato récord en la FIBA AmeriCup. En 2019, el equipo tuvo problemas y terminó en el séptimo lugar en la Copa Mundial FIBA. Aunque el equipo tenía muchos jugadores jóvenes de la NBA, fue una gran sorpresa y decepción. En los Juegos Olímpicos de 2020, Estados Unidos recuperaría su gloria al ganar su cuarta medalla de oro consecutiva. Dirigido por el máximo goleador Kevin Durant, Jayson Tatum y Devin Booker, el equipo pudo dominar el torneo y derrotar a Francia en la final, a pesar de perder contra ellos al principio de la fase de grupos.
La selección de Estados Unidos jugó dos partidos de exhibición en Abu Dabi en el período previo a la Copa Mundial FIBA 2023. Fue la primera vez que la selección masculina jugó en los Emiratos Árabes Unidos. El equipo de Estados Unidos estuvo dirigido por el nueve veces campeón de la NBA Steve Kerr, quien ganó cinco títulos como jugador (tres con Chicago Bulls y dos con San Antonio Spurs) y cuatro como entrenador en jefe (con Golden State Warriors). 

## Plantilla
- Lista de jugadores convocados que disputarán los Juegos Olímpicos de París 2024.[40]

| Estados Unidos         | Estados Unidos    | Estados Unidos | Estados Unidos | Estados Unidos | Estados Unidos         |
| Num                    | Jugador           | Pos            | Altura         | Edad           | Equipo                 |
| ---------------------- | ----------------- | -------------- | -------------- | -------------- | ---------------------- |
| 4                      | Stephen Curry     | B              | 1,88 m         | 36             | Golden State Warriors  |
| 12                     | Jrue Holiday      | B              | 1,93 m         | 34             | Boston Celtics         |
| 9                      | Tyrese Haliburton | B              | 1,96 m         | 24             | Indiana Pacers         |
| 8                      | Derrick White     | B              | 1,93 m         | 30             | Boston Celtics         |
| 15                     | Devin Booker      | E              | 1,98 m         | 27             | Phoenix Suns           |
| 5                      | Anthony Edwards   | E              | 1,93 m         | 22             | Minnesota Timberwolves |
| 7                      | Kevin Durant      | A              | 2,11 m         | 35             | Phoenix Suns           |
| 6                      | LeBron James      | A              | 2,06 m         | 39             | Los Angeles Lakers     |
| 10                     | Jayson Tatum      | A              | 2,03 m         | 26             | Boston Celtics         |
| 11                     | Joel Embiid       | P              | 2,13 m         | 30             | Philadelphia 76ers     |
| 14                     | Anthony Davis     | P              | 2,08 m         | 31             | Los Angeles Lakers     |
| 13                     | Bam Adebayo       | P              | 2,06 m         | 27             | Miami Heat             |
| Entrenador: Steve Kerr |                   |                |                |                |                        |

## Partidos

### Próximos encuentros oficiales
| Fecha                   | Ciudad                    | Competición                               | Local                |                                    | Resultado |                                    | Visitante            |
| ----------------------- | ------------------------- | ----------------------------------------- | -------------------- | ---------------------------------- | --------- | ---------------------------------- | -------------------- |
| 22 de febrero de 2024   | Kissimmee                 | Clasificatorio a la FIBA AmeriCup de 2025 | Estados Unidos       | Bandera de Estados Unidos          | 100:79    | Bandera de Cuba                    | Cuba                 |
| 25 de febrero de 2024   | La Habana                 | Clasificatorio a la FIBA AmeriCup de 2025 | Cuba                 | Bandera de Cuba                    | 81:67     | Bandera de Estados Unidos          | Estados Unidos       |
| 28 de julio de 2024     | París                     | Juegos Olímpicos de París 2024            | Serbia               | Bandera de Serbia                  | 84:110    | Bandera de Estados Unidos          | Estados Unidos       |
| 31 de julio de 2024     | París                     | Juegos Olímpicos de París 2024            | Estados Unidos       | Bandera de Estados Unidos          | 103:86    | Bandera de Sudán del Sur           | Sudán del Sur        |
| 3 de agosto de 2024     | París                     | Juegos Olímpicos de París 2024            | Puerto Rico          | Bandera de Puerto Rico             | 83:104    | Bandera de Estados Unidos          | Estados Unidos       |
| 6 de agosto de 2024     | París                     | Juegos Olímpicos de París 2024            | Brasil               | Bandera de Brasil                  | 87:122    | Bandera de Estados Unidos          | Estados Unidos       |
| 8 de agosto de 2024     | París                     | Juegos Olímpicos de París 2024            | Estados Unidos       | Bandera de Estados Unidos          | 95:91     | Bandera de Serbia                  | Serbia               |
| 10 de agosto de 2024    | París                     | Juegos Olímpicos de París 2024            | Francia              | Bandera de Francia                 | 87:98     | Bandera de Estados Unidos          | Estados Unidos       |
| 22 de noviembre de 2024 | Washington D. C.          | Clasificatorio a la FIBA AmeriCup de 2025 | Estados Unidos       | Bandera de Estados Unidos          | 108:66    | Bandera de Puerto Rico             | Puerto Rico          |
| 25 de noviembre de 2024 | Washington D. C.          | Clasificatorio a la FIBA AmeriCup de 2025 | Estados Unidos       | Bandera de Estados Unidos          | 97:73     | Bandera de Bahamas                 | Bahamas              |
| 20 de febrero de 2025   | San Juan                  | Clasificatorio a la FIBA AmeriCup de 2025 | Puerto Rico          | Bandera de Puerto Rico             | 71:72     | Bandera de Estados Unidos          | Estados Unidos       |
| 23 de febrero de 2025   | Nasáu                     | Clasificatorio a la FIBA AmeriCup de 2025 | Bahamas              | Bandera de Bahamas                 | 83:105    | Bandera de Estados Unidos          | Estados Unidos       |
| 22 de agosto de 2025    | Managua                   | FIBA AmeriCup de 2025                     | Estados Unidos       | Bandera de Estados Unidos          | vs        | Bandera de Bahamas                 | Bahamas              |
| 24 de agosto de 2025    | Managua                   | FIBA AmeriCup de 2025                     | Uruguay              | Bandera de Uruguay                 | vs        | Bandera de Estados Unidos          | Estados Unidos       |
| 26 de agosto de 2025    | Managua                   | FIBA AmeriCup de 2025                     | Estados Unidos       | Bandera de Estados Unidos          | vs        | Bandera de Brasil                  | Brasil               |
| 28 de noviembre de 2025 | Managua                   | Eliminatorias Copa del Mundo 2027         | Nicaragua            | Bandera de Nicaragua               | vs        | Bandera de Estados Unidos          | Estados Unidos       |
| 1 de diciembre de 2025  | Bandera de Estados Unidos | Eliminatorias Copa del Mundo 2027         | Estados Unidos       | Bandera de Estados Unidos          | vs        | Bandera de Nicaragua               | Nicaragua            |
| 26 de febrero de 2026   | Bandera de Estados Unidos | Eliminatorias Copa del Mundo 2027         | Estados Unidos       | Bandera de Estados Unidos          | vs        | Bandera de la República Dominicana | República Dominicana |
| 1 de marzo de 2026      | Bandera de Estados Unidos | Eliminatorias Copa del Mundo 2027         | Estados Unidos       | Bandera de Estados Unidos          | vs        | Bandera de ?                       |                      |
| 3 de julio de 2026      | Santo Domingo             | Eliminatorias Copa del Mundo 2027         | República Dominicana | Bandera de la República Dominicana | vs        | Bandera de Estados Unidos          | Estados Unidos       |
| 6 de julio de 2026      | Bandera de ?              | Eliminatorias Copa del Mundo 2027         |                      | Bandera de ?                       | vs        | Bandera de Estados Unidos          | Estados Unidos       |

## Entrenadores
| - Jimmy Needles: 1936 - Omar Browning: 1948 - Gordon Carpenter: 1950 - Warren Womble: 1952–1954 - Gerald Tucker: 1956 - Charles Bennett: 1959 - Pete Newell: 1960 - Garland Pinholster: 1963 - Henry Iba: 1964 / 1968 / 1972 - Hal Fischer: 1967 / 1970 - Gene Bartow: 1974 |  | - Dean Smith: 1976 - Bill Oates: 1978 - Bob Weltlich: 1982 - Bobby Knight: 1984 - Lute Olson: 1986 - John Thompson: 1988 - Bobby Cremins: 1989 - Mike Krzyzewski: 1990 - Chuck Daly: 1992 - Mike Thibault: 1993 - Don Nelson: 1994 |  | - Lenny Wilkens: 1996 - Morris McHone: 1997 / 2005 - Rudy Tomjanovich: 1998 / 2000 - Larry Brown: 1999 / 2003 - George Karl: 2002 - Larry Brown: 2004 - Mike Krzyzewski: 2006–2016 - Jeff Van Gundy: 2017–2019 - Gregg Popovich: 2016–2021 - Alex Jensen: 2022 - Steve Kerr: 2021–presente |

## Plantillas anteriores
- Juegos Olímpicos 1936: finalizó 1°  de 21 equipos.

Frank Lubin, Sam Balter, Ralph Bishop, Joe Fortenberry, Tex Gibbons, Francis Johnson, Carl Knowles, Art Mollner, Donald Piper, Jack Ragland, Willard Schmidt, Carl Shy, Duane Swanson, Bill Wheatley. Entrenador: Jimmy Needles
- Juegos Olímpicos 1948: finalizó 1°  de 23 equipos.

Bob Kurland, Gordon Carpenter, Cliff Barker, Don Barksdale, Ralph Beard, Lewis Beck, Vincent Boryla, Alex Groza, Wallace Jones, Ray Lumpp, Robert Pitts, Jesse Renick, Jack Robinson, Kenny Rollins. Entrenador: Omar Browning
- Campeonato Mundial 1950: finalizó 2°  de 10 equipos.

John Stanich, Bob Fisher, Bryce Heffley, Tom Jaquet, Dan Kahler, John Langdon, Les Metzger, J. L. Parks, Jimmy Reese, Don Slocum, Blake Williams. Entrenador: Gordon Carpenter
- Juegos Olímpicos 1952: finalizó 1°  de 23 equipos.

Bob Kurland, Howie Williams, Dan Pippin, Bill Hougland, Charles Hoag, Clyde Lovellette, Dean Kelley, Bob Kenney, Marcus Freiberger, Ronald Bontemps, Wayne Glasgow, Frank McCabe, John Keller, Bill Lienhard. Entrenador: Warren Womble
- Campeonato Mundial 1954: finalizó 1°  de 12 equipos.

Joe Stratton, B.H. Born, Richard Gott, Forrest Hamilton, Bill Johnson, Allen Kelley, Kirby Minter, Don Penwell, Dick Retherford, Kendall Sheets, Ed Solomon, Jerry Arkarath. Entrenador: Warren Womble
- Juegos Olímpicos 1956: finalizó 1°  de 15 equipos.

Bill Russell, Bill Hougland, K.C. Jones, Gib Ford, Burdie Haldorson, Carl Cain, Dick Boushka, Jim Walsh, Chuck Darling, William Evans, Bob Jeangerard, Ron Tomsic. Entrenador: Gerald Tucker
- Campeonato Mundial 1959: finalizó 2°  de 13 equipos.

Jerry Vayda, Dick Baker, Jim Coshow, Hank D'Antonio, Bob Hodges, Eddie White, Bob Jeangerard, Henry McDonald, John F. Miller, Ronald Olsen, Virgil Riley, Dick Welsh. Entrenador: Charles Bennett
- Juegos Olímpicos 1960: finalizó 1°  de 16 equipos.

Oscar Robertson, Jerry West, Walt Bellamy, Jerry Lucas, Jay Arnette, Bob Boozer, Terry Dischinger, Adrian Smith, Burdie Haldorson, Lester Lane, Darrall Imhoff, Allen Kelley. Entrenador: Pete Newell
- Campeonato Mundial 1963: finalizó 4° de 13 equipos.

Pete McCaffrey, Mel Peterson, Willis Reed, Mel Gibson, Bunk Adams, Jerry Shipp, Lucious Jackson, Charlie Bowerman, Walt Torrence, Vinnie Ernst, Ed Smallwood, Don Kojis. Entrenador: Garland Pinholster
- Juegos Olímpicos 1964: finalizó 1°  de 16 equipos.

Bill Bradley, Larry Brown, Jim Barnes, Joe Caldwell, Pete McCaffrey, Melvin Counts, Dick Davies, Walt Hazzard, Lucious Jackson, Jerry Shipp, Jeff Mullins, George Wilson. Entrenador: Henry Iba
- Campeonato Mundial 1967: finalizó 4° de 13 equipos.

Stan McKenzie, Vern Benson, Darius Cunningham, John Clawson, Jay Miller, Mike Silliman, Charlie Paulk, Mike Barrett, Darel Carrier, Al Tucker, Kendall Rhine, Jim Williams. Entrenador: Hal Fischer
- Juegos Olímpicos 1968: finalizó 1°  de 16 equipos.

Spencer Haywood, Mike Barrett, John Clawson, Don Dee, Calvin Fowler, Jo Jo White, Bill Hosket, Jim King, Glynn Saulters, Charles Scott, Mike Silliman, Ken Spain. Entrenador: Henry Iba
- Campeonato Mundial 1970: finalizó 5° de 13 equipos.

Tal Brody, Bill Walton, Kenny Washington, Brad Luchini, Michael Silliman, Bob Wolfe, Jim Williams, Art Wilmore, Darnell Hillman, Stan Isaac, Bruce McDonald, Garfield Smith. Entrenador: Hal Fischer
- Juegos Olímpicos 1972: finalizó 2°  de 16 equipos.

Doug Collins, Jim Brewer, Ed Ratleff, Dwight Jones, Tom Henderson, Tommy Burleson, Kevin Joyce, Bobby Jones, Kenny Davis, Mike Bantom, James Forbes, Tom McMillen. Entrenador: Henry Iba
- Campeonato Mundial 1974: finalizó 3°  de 14 equipos.

John Lucas, Tom Boswell, Joe Meriweather, Rick Schmidt, Rich Kelley, Quinn Buckner, Myron Wilkins, Steve Grote, Luther Burden, Frank Oleynick, Gene Short, Gus Gerard. Entrenador: Gene Bartow
- Juegos Olímpicos 1976: finalizó 1°  de 12 equipos.

Adrian Dantley, Phil Ford, Steve Sheppard, Phil Hubbard, Mitch Kupchak, Tate Armstrong, Quinn Buckner, Kenny Carr, Walter Davis, Ernie Grunfeld, Tom LaGarde, Scott May. Entrenador: Dean Smith
- Campeonato Mundial 1978: finalizó 5° de 14 equipos.

Irvin Kiffin, Wayne Smith, Tim Hall, Derrick Jackson, Eugene Parker, Tom Schneeberger, Ernst Wansley, Marvin Delph, Ralph Drollinger, Brad Hoffman, Mike Jackson. Entrenador: Bill Oates
- Campeonato Mundial 1982: finalizó 2°  de 13 equipos.

Doc Rivers, Antoine Carr, John Pinone, Mitchell Wiggins, Jeff Turner, Joe Kleine, Earl Jones, Ted Kitchel, Fred Reynolds, Jon Sundvold, Jim Thomas, Mark West. Entrenador: Bob Weltlich
- Juegos Olímpicos 1984: finalizó 1°  de 12 equipos.

Michael Jordan, Patrick Ewing, Chris Mullin, Sam Perkins, Steve Alford, Vern Fleming, Joe Kleine, Jon Koncak, Alvin Robertson, Wayman Tisdale, Jeff Turner, Leon Wood. Entrenador: Bobby Knight
- Campeonato Mundial 1986: finalizó 1°  de 24 equipos.

David Robinson, Rony Seikaly, Sean Elliott, Steve Kerr, Muggsy Bogues, Brian Shaw, Charles D. Smith, Kenny Smith, Derrick McKey, Tommy Amaker, Tom Hammonds, Armen Gilliam. Entrenador: Lute Olson
- Juegos Olímpicos 1988: finalizó 3°  de 12 equipos.

David Robinson, Mitch Richmond, Stacey Augmon, Danny Manning, Dan Majerle, J.R. Reid, Willie Anderson, Charles E. Smith, Hersey Hawkins, Charles D. Smith, Vernell Coles, Jeff Grayer. Entrenador: John Thompson
- Campeonato Mundial 1990: finalizó 3°  de 16 equipos.

Alonzo Mourning, Chris Gatling, Christian Laettner, Henry Williams, Kenny Anderson, Todd Day, Lee Mayberry, Billy Owens, Mark Randall, Chris Smith, Doug Smith, Bryant Stith. Entrenador: Mike Krzyzewski
- Juegos Olímpicos 1992: finalizó 1°  de 12 equipos.

Michael Jordan, Magic Johnson, Larry Bird, Charles Barkley, Chris Mullin, Patrick Ewing, Karl Malone, John Stockton, David Robinson, Scottie Pippen, Clyde Drexler, Christian Laettner. Entrenador: Chuck Daly
- Campeonato Mundial 1994: finalizó 1°  de 16 equipos.

Shaquille O'Neal, Dominique Wilkins, Alonzo Mourning, Shawn Kemp, Reggie Miller, Derrick Coleman, Joe Dumars, Kevin Johnson, Mark Price, Steve Smith, Dan Majerle, Larry Johnson. Entrenador: Don Nelson
- Juegos Olímpicos 1996: finalizó 1°  de 12 equipos.

Shaquille O'Neal, Hakeem Olajuwon, Charles Barkley, Scottie Pippen, Karl Malone, John Stockton, David Robinson, Gary Payton, Anfernee Hardaway, Grant Hill, Reggie Miller, Mitch Richmond. Entrenador: Lenny Wilkens
- Campeonato Mundial 1998: finalizó 3°  de 16 equipos.

Trajan Langdon, Michael Hawkins, Wendell Alexis, Brad Miller, Bill Edwards, Kiwane Garris, Ashraf Amaya, Jason Sasser, Jimmy Oliver, Jimmy King, Gerard King, David Wood. Entrenador: Rudy Tomjanovich
- Juegos Olímpicos 2000: finalizó 1°  de 12 equipos.

Kevin Garnett, Jason Kidd, Ray Allen, Vince Carter, Gary Payton, Tim Hardaway, Alonzo Mourning, Steve Smith, Shareef Abdur-Rahim, Vin Baker, Allan Houston, Antonio McDyess. Entrenador: Rudy Tomjanovich
- Campeonato Mundial 2002: finalizó 6° de 16 equipos.

Reggie Miller, Paul Pierce, Ben Wallace, Jermaine O'Neal, Shawn Marion, Baron Davis, Antonio Davis, Michael Finley, Andre Miller, Jay Williams, Elton Brand, Raef LaFrentz. Entrenador: George Karl
- Juegos Olímpicos 2004: finalizó 3°  de 12 equipos.

Tim Duncan, Allen Iverson, LeBron James, Dwyane Wade, Amar'e Stoudemire, Shawn Marion, Carlos Boozer, Carmelo Anthony, Stephon Marbury, Richard Jefferson, Lamar Odom, Vince Carter, Emeka Okafor. Entrenador: Larry Brown
- Campeonato Mundial 2006: finalizó 3°  de 24 equipos.

LeBron James, Dwyane Wade, Carmelo Anthony, Shane Battier, Brad Miller, Dwight Howard, Chris Bosh, Elton Brand, Antawn Jamison, Kirk Hinrich, Chris Paul, Joe Johnson. Entrenador: Mike Krzyzewski
- Juegos Olímpicos 2008: finalizó 1°  de 12 equipos.

Jason Kidd, Deron Williams, Chris Paul, Michael Redd, Dwyane Wade, Kobe Bryant, LeBron James, Tayshaun Prince, Carmelo Anthony, Carlos Boozer, Chris Bosh, Dwight Howard. Entrenador: Mike Krzyzewski
- Campeonato Mundial 2010: finalizó 1°  de 24 equipos.

Chauncey Billups, Derrick Rose, Russell Westbrook, Andre Iguodala, Stephen Curry, Eric Gordon, Kevin Durant, Rudy Gay, Danny Granger, Kevin Love, Lamar Odom, Tyson Chandler. Entrenador: Mike Krzyzewski
- Juegos Olímpicos 2012: finalizó 1°  de 12 equipos.

Deron Williams, Chris Paul, Russell Westbrook, Kobe Bryant, Andre Iguodala, James Harden, Kevin Durant, LeBron James, Carmelo Anthony, Kevin Love, Anthony Davis, Tyson Chandler. Entrenador: Mike Krzyzewski
- Copa Mundial 2014: finalizó 1°  de 24 equipos.

Stephen Curry, Kyrie Irving, Derrick Rose, James Harden, Klay Thompson, DeMar DeRozan, Rudy Gay, Anthony Davis, Kenneth Faried, DeMarcus Cousins, Andre Drummond, Mason Plumlee. Entrenador: Mike Krzyzewski
- Juegos Olímpicos 2016: finalizó 1°  de 12 equipos.

Kyrie Irving, Kyle Lowry, Klay Thompson, Jimmy Butler, DeMar DeRozan, Kevin Durant, Paul George, Carmelo Anthony, Harrison Barnes, Draymond Green, DeMarcus Cousins, DeAndre Jordan. Entrenador: Mike Krzyzewski
- Campeonato FIBA Américas 2017: finalizó 1°  de 12 equipos.

Billy Baron, Alec Brown, Larry Drew II, Reggie Hearn, Darrun Hilliard, Jonathan Holmes, Kendall Marshall, Xavier Munford, Marshall Plumlee, Jameel Warney, C.J. Williams, Reggie Williams. Entrenador: Jeff Van Gundy
- Copa Mundial 2019: finalizó 7° de 32 equipos.

Kemba Walker, Derrick White, Marcus Smart, Donovan Mitchell, Joe Harris, Jaylen Brown, Khris Middleton, Jayson Tatum, Harrison Barnes, Myles Turner, Brook Lopez, Mason Plumlee. Entrenador: Gregg Popovich
- Juegos Olímpicos 2020: finalizó 1°  de 12 equipos.

Damian Lillard, Jrue Holiday, Devin Booker, Zach LaVine, Keldon Johnson, Jayson Tatum, Khris Middleton, Kevin Durant, Jerami Grant, Draymond Green, Bam Adebayo, JaVale McGee. Entrenador: Gregg Popovich
- Campeonato FIBA Américas 2022: finalizó 3°  de 12 equipos.

Frank Mason III, Norris Cole, Jeremy Pargo, Jodie Meeks, Patrick McCaw, Craig Sword, Eli Pemberton, Will Davis, Anthony Lamb, Zylan Cheatham, Gary Clark, Stephen Zimmerman. Entrenador: Alex Jensen
- Copa Mundial 2023: finalizó 4° de 32 equipos.

Jalen Brunson, Anthony Edwards, Tyrese Haliburton, Austin Reaves, Paolo Banchero, Mikal Bridges, Josh Hart, Brandon Ingram, Jaren Jackson Jr., Cameron Johnson, Walker Kessler, Bobby Portis. Entrenador: Steve Kerr.
- Juegos Olímpicos 2024: finalizó 1°  de 12 equipos.

Stephen Curry, Jrue Holiday, Devin Booker, Derrick White, Anthony Edwards, Jayson Tatum, Tyrese Haliburton, Kevin Durant, LeBron James, Anthony Davis, Bam Adebayo, Joel Embiid. Entrenador: Steve Kerr.

## Historial

### Copa Mundial
Resultado General: 1er puesto
| Copa Mundial de Baloncesto |
| --- |
| - 1950: - 1954: - 1959: - 1963: 4º Lugar - 1967: 4º Lugar - 1970: 5º Lugar - 1974: - 1978: 5º Lugar - 1982: - 1986: - 1990: - 1994: - 1998: - 2002: 6º Lugar - 2006: - 2010: - 2014: - 2019: 7º Lugar - 2023: 4º Lugar - 2027: |

### Juegos Olímpicos
| Baloncesto en los Juegos Olímpicos |
| --- |
| - Berlín 1936: - Londres 1948: - Helsinki 1952: - Melbourne 1956: - Roma 1960: - Tokio 1964: - México 1968: - Múnich 1972: - Montreal 1976: - Moscú 1980: No participó - Los Ángeles 1984: - Seúl 1988: - Barcelona 1992: - Atlanta 1996: - Sídney 2000: - Atenas 2004: - Pekín 2008: - Londres 2012: - Río 2016: - Tokio 2020: - París 2024: |

### Campeonato FIBA Américas[42][43][44]
| - 1980: No participó - 1984: No participó - 1988: No participó - 1989: - 1992: - 1993: - 1995: No participó - 1997: - 1999: - 2001: 10º Lugar - 2003: - 2005: 4° Lugar - 2007: - 2009: No participó - 2011: No participó - 2013: No participó - 2015: No participó - 2017: - 2022: - 2025: Clasificado |

### Juegos Panamericanos
| Juegos Panamericanos | Juegos Panamericanos | Juegos Panamericanos | Juegos Panamericanos | Juegos Panamericanos | Juegos Panamericanos |
| -------------------- | -------------------- | -------------------- | -------------------- | -------------------- | -------------------- |
| - 1951:              |                      | - 1979:              |                      | - 2007: 5° Lugar     |                      |
| - 1955:              |                      | - 1983:              |                      | - 2011:              |                      |
| - 1959:              |                      | - 1987:              |                      | - 2015:              |                      |
| - 1963:              |                      | - 1991:              |                      | - 2019:              |                      |
| - 1967:              |                      | - 1995:              |                      | - 2023: No participó |                      |
| - 1971: 7° Lugar     |                      | - 1999:              |                      | - 2027: ?            |                      |
| - 1975:              |                      | - 2003: 4° Lugar     |                      |                      |                      |

## Palmarés
- Copa Mundial de Baloncesto:
  -   Campeón (5): 1954, 1986, 1994, 2010, 2014
  -  Subcampeón (3): 1950, 1959, 1982
  -  Tercer lugar (4): 1974, 1990, 1998, 2006

- Juegos Olímpicos:
  -   Campeón (17): 1936, 1948, 1952, 1956, 1960, 1964, 1968, 1976, 1984, 1992, 1996, 2000, 2008, 2012, 2016, 2020, 2024
  -  Subcampeón (1): 1972
  -  Tercer lugar (2): 1988, 2004

- Campeonato FIBA Américas:
  -   Campeón (7): 1992, 1993, 1997, 1999, 2003, 2007, 2017
  -  Subcampeón (1): 1989
  -  Tercer lugar (1): 2022

- Juegos Panamericanos:
  -   Campeón (8): 1951, 1955, 1959, 1963, 1967, 1975, 1979, 1983
  -  Subcampeón (3): 1987, 1995, 1999
  -  Tercer lugar (4): 1991, 2011, 2015, 2019